# Савчук Анатолій Якович
Анато́лій Я́кович Савчу́к (14 грудня 1938, с. Бохоники, Вінницька область) — радянський та український політик, народний депутат України I скликання.

## Життєпис
Народився 14 грудня 1938 року в українській селянській сім'ї.
Закінчив Новосибірський інститут інженерів залізничного транспорту за спеціальністю інженер-механік.
З 1961 року працював механіком на Кемеровському будівельно-монтажному поїзді, згодом був головним механіком щебневого заводу (Олевський район), після того працював майстром, механіком та начальником дробильного заводу № 2 Гніванського кар'єроуправління Тиврівського району. Після того працював начальником шпального цеху та директором Гніванського заводу «Спецзалізобетон».
18 березня 1990 року обраний в народні депутати за Шаргородським виборчим округом № 38, Вінницької області. Народний депутат з 15 травня 1990 року по 10 травня 1994 року. Член Комісії з питань будівництва, архітектури та житлово-комунального господарства. Входив до Народної ради.